# Italiens Grand Prix 2006
Italiens Grand Prix 2006 var det femtonde av 18 lopp ingående i formel 1-VM 2006.

## Rapport
Fernando Alonso i Renault hade ingen bra helg på Monzabanan. I kvalificeringens tredje omgång exploderade ett av hans bakdäck så han blev tvungen att åka tillbaka till depån och byta det. Alonso kom ut och han göra ett varv och kunde kvalificera sig på femte plats. Felipe Massa i Ferrari, som låg bakom Alonso på hela dennes utvarv, tyckte att Fernando blockerade honom och lämnade in en protest. Domarna hade samma uppfattning som Massa och Alonsos tre bästa tider från den tredje kvalomgången togs bort, vilket ledde till att Renault-föraren fick starta från den tionde startrutan. Kimi Räikkönen i McLaren tog pole position före Michael Schumacher i Ferrari och Nick Heidfeld i BMW.
I loppet gick det ännu sämre för Alonso. Han kämpade sig upp genom fältet och var efter sitt andra depåstopp på tredje plats, men varvet efter gick hans motor sönder. Felipe Massa, som vid tillfället låg på femte plats, kunde inte få stopp på sin Ferrari på grund av olja från Alonsos bil, vilket ledde till en punktering och han åkte ner till nionde plats. Loppets två dominanter, Schumacher och Räikkönen, kom i mål som etta och tvåa medan Robert Kubica i BMW kom på tredje plats, detta i polackens tredje F1-lopp.
På presskonferensen efter loppet avslöjade Michael Schumacher att han skulle avsluta sin karriär efter den pågående säsongen.

## Resultat
1. Michael Schumacher, Ferrari, 10 poäng
2. Kimi Räikkönen, McLaren-Mercedes, 8
3. Robert Kubica, BMW, 6
4. Giancarlo Fisichella, Renault, 5
5. Jenson Button, Honda, 4
6. Rubens Barrichello, Honda, 3
7. Jarno Trulli, Toyota, 2
8. Nick Heidfeld, BMW, 1
9. Felipe Massa, Ferrari
10. Mark Webber, Williams-Cosworth
11. Christian Klien, Red Bull-Ferrari
12. David Coulthard, Red Bull-Ferrari
13. Scott Speed, Toro Rosso-Cosworth
14. Vitantonio Liuzzi, Toro Rosso-Cosworth
15. Ralf Schumacher, Toyota
16. Takuma Sato, Super Aguri-Honda
17. Christijan Albers, MF1-Toyota

### Förare som bröt loppet
- Tiago Monteiro, MF1-Toyota (varv 44, bromsar)
- Fernando Alonso, Renault (43, motor)
- Sakon Yamamoto, Super Aguri-Honda (20, motor)
- Pedro de la Rosa, McLaren-Mercedes (18, hydraulik)
- Nico Rosberg, Williams-Cosworth (9, drivaxel)